# Aby Warburg
Aby Moritz Warburg (Hamburgo, Alemania, 13 de junio de 1866 - Ibidem, 26 de octubre de 1929), más conocido como Aby Warburg, fue un historiador alemán y fundador de la Biblioteca Warburg de Estudios Culturales. El principal tema de sus investigaciones fue la supervivencia del paganismo en el Renacimiento italiano.
Warburg se describía a sí mismo como:

Hamburgués de corazón, judío de nacimiento, florentino de espíritu

## Trayectoria
Nació el 13 de junio de 1866 en el seno de una familia de banqueros judíos alemanes de Hamburgo (Alemania).
Por ser el hijo primogénito de Max Warburg, le correspondía a Aby hacerse cargo de la fortuna familiar, pero este declinó en su hermano Max esa responsabilidad, asegurándose una disponibilidad económica para sus estudios e investigaciones. Estudió filosofía, historia y religión en universidades alemanas —en Bonn (1886-1888) fue influido decisivamente por los historiadores Hermann Usener y Karl Lamprecht—, francesas —Estrasburgo (1889-1891)— e italianas. Su tesis de licenciatura, terminada en 1891 y publicada en 1893, versaba sobre los cuadros El nacimiento de Venus y La primavera de Botticelli.
Aunque trató, en general, el problema de la transmisión de la iconografía antigua a la cultura europea moderna, «la vuelta a la vida de lo antiguo», como él mismo decía, se dedicó principalmente al estudio del Renacimiento italiano, y a la comprobación de la tesis de que un paganismo de carácter dionisíaco había revivido durante este período de la historia del arte. Asimismo, se interesó por las relaciones entre el pensamiento mágico y el pensamiento racional, tras realizar estudios de antropología (Edward Burnett Tylor fue su punto de partida); en 1896 viajó a Estados Unidos, en donde permaneció durante seis meses entre los indios pueblo y navajos. Más tarde se casó con la aristócrata Mary Hertz, y se estableció en Florencia de 1897 a 1904.
En 1909, comenzó a organizar la Biblioteca Warburg (futuro Instituto Warburg), con la intención de que funcionara tanto como depósito de su colección privada como para la educación pública, pero la Primera Guerra Mundial y su internamiento psiquiátrico en la clínica neurológica de Ludwig Binswanger (Kreuzlingen, Suiza) entre 1918 y 1923, retrasaron su apertura hasta 1926.
Su pensamiento estuvo ampliamente influenciado por Jacob Burckhardt y Friedrich Nietzsche y, a su vez, Warburg influyó en la obra de Erwin Panofsky, Ernst Gombrich, Frances Yates, Gertrud Bing, Philippe-Alain Michaud y Edgar Wind entre muchos otros. Asimismo Walter Benjamin, Ernst Robert Curtius y Ernst Cassirer se interesaron por su trabajo recopilador e intelectual.
Tras su muerte, acaecida en Hamburgo el 26 de octubre de 1929, a causa de un infarto, y ante el ascenso al poder del nazismo, Fritz Saxl (joven historiador de arte que había llevado a efecto la organización del Instituto desde 1913), logró, con el apoyo del gobierno británico, trasladar los 60 000 volúmenes que en aquel entonces conformaban la biblioteca de Warburg hasta su actual sede en la Woburn Square de Londres.
Desde mediados de los años ochenta, su pensamiento se va revalorizando. En 1993, el gobierno de la ciudad de Hamburgo fundó en su honor un segundo Instituto Warburg, y ya en el siglo XXI ha destacado la original recuperación del historiador del arte Georges Didi-Huberman, quien ha dado con nuevas claves sobre la idea de supervivencia (‘Nachleben’) en Warburg: L'image supervivante, 2002. En 2010, se inaugura una exposición, en el Museo Reina Sofía, en Madrid, sobre su Atlas.

## Atlas Mnemosyne
Ha sido su obra culmen, es la recopilación de todo su estudio a lo largo de su vida. Warburg plantea un procedimiento de indagación y propuesta de sistemas de relaciones no evidentes mediante técnicas de collage y montaje: el Atlas Mnemosyne. El proceso permite crear agrupaciones de imágenes o la introducción parcial de nuevos elementos que aludan a una idea, para establecer nuevas relaciones, un proceso abierto e infinito que crea una cartografía personal posibilitando constantes relecturas. El atlas quedó incompleto por su temprana muerte, sin embargo las lecciones de Aby Warburg impregnan toda la cultura visual venidera. Aquí se propone una cartografía abierta, de libre creación según los criterios personales, cuyos límites semánticos son difusos pero están interconectados, abiertos a posibles ampliaciones posteriores de campo o contenido.El Atlas es por definición necesariamente incompleto, una red de relaciones cruzadas.
La lectura del Atlas Mnemosyne difiere de un enfoque secuencial típico, como el de una novela o un tratado, e incluso va más allá de una búsqueda sistemática como la que se realiza en un catálogo. Se caracteriza por su naturaleza abierta, adireccional e indeterminada. Cada fragmento de información o imagen contenida en él nos conduce a otros elementos, a menudo de índole muy diversa. En estas conexiones, no se apoyan en analogías conceptuales o jerarquías semánticas, sino que, en cambio, se encuentran arraigadas en relaciones subconscientes profundas y espontáneas, difíciles de prever de antemano.
En 1905, Aby Warburg concibió un procedimiento de exploración y presentación de sistemas de relaciones no evidentes, que podría aproximarse a un "Atlas de imágenes de la memoria". Mnemosyne, la inspiración para el nombre, era la personificación de la memoria en la mitología griega, siendo hija de Gaia y Urano, y madre de las nueve musas; de su nombre derivan términos como "mnemónico" y "mnemotecnia".
En las notas introductorias al Atlas, Warburg expresa que "existe una gran diversidad de sistemas de relaciones en los que el hombre se encuentra comprometido". El método para crear el Atlas implicaba la selección y manipulación de imágenes fotográficas, incluyendo recortes, ampliaciones, detalles, etc. Estas imágenes se disponían sobre una mesa negra, formando un collage que luego era fotografiado. Cada fotografía resultante constituía una lámina del Atlas.
En las primeras láminas del atlas, la confrontación de elementos clásicos grecorromanos con otros de muy distintas procedencias (culturas orientales, elementos mágicos o arcaicos, ritos adivinatorios persistentes…) rompen la pretendida pureza idealizada de la cultura clásica, permitiendo observarla desde posiciones más híbridas, objetivas e intemporales. Los elementos que presentó Warburg concretamente fueron los devenires de las vicisitudes de las deidades de la tradición astrológica, y el significado del pathos antiguo en las diferentes civilizaciones. Actualmente, el Atlas Mnemosyne no solo se considera una de las grandes aportaciones a la metodología de la Historia del Arte, sino que además se le otorga una gran capacidad pedagógica para la introducción a la materia, ya que su sistema de imágenes y elementos cruzados permiten establecer de manera personal la interrelación de ideas que se han de comprender, adaptándose a un criterio individual que facilita la comprensión de la materia.

## Obras fundamentales
- Die Erneuerung der heidnischen Antike. Kulturwissenschaftliche Beiträge zur Geschichte der europäischen Renaissance, Berlín, Teubner, 1932 (reimpr. Berlín, Akademie Verlag, 1998). Trad.: El renacimiento del paganismo: aportaciones a la historia cultural del Renacimiento europeo, Madrid, Alianza, 2005.
- Schlangenritual: Ein Reisebericht, Berlín, Klaus Wagenbach, 1988. Trad.: El ritual de la serpiente, Madrid, Sexto Piso, 2008.
- Ausgewählte Schriften und Würdigungen, a cargo de Dieter Wuttke, Baden-Baden, Koerner, 1979.
- Der Bilderatlas Mnemosyne. Trad.: Atlas Mnemosyne, Madrid, Ediciones Akal, 2010.

## Estudios bibliográficos
- Dieter Wuttke, Aby-M.-Warburg-Bibliographie 1866 bis 1995. Werk und Wirkung; mit Annotationen. Koerner, Baden-Baden 1998, ISBN 3-87320-163-1.
- Björn Biester / Dieter Wuttke, Aby M. Warburg-Bibliographie 1996 bis 2005 : mit Annotationen und mit Nachträgen zur Bibliographie 1866 bis 1995. Koerner, Baden-Baden 2007, ISBN 978-3-87320-713-4.
- Thomas Gilbhard, «Warburg more bibliographico», en: Nouvelles de la République des Lettres, 2008/2. ISSN 0392-2332.
- Bibliografía warburgiana en línea (en alemán)

### En español
- Antón-Barco, M. (2014). El mito de la memoria: Aby Warburg y el Atlas Mnemosyne. Constelaciones. Revista De Arquitectura De La Universidad CEU San Pablo, (2), 45–55. https://doi.org/10.31921/constelaciones.n2a2
- Ruiz, C. T., & García, R. G. (2013). Cartografías de la memoria. Aby Warburg y el Atlas Mnemosyne. EGA Expresión Gráfica Arquitectónica, (21), 226-235.
- Checa, F. (2010). La idea de imagen artística en Aby Warburg: el Atlas Mnemosyne (1924-1929). Atlas Mnemosyne, 135-154.
- Ruvituso, F. L. (2015). Un espacio para enseñar: la potencia pedagógica del Atlas Mnemosyne (Doctoral dissertation, Universidad Nacional de La Plata (UNLP)).
- Ernst H. Gombrich, Aby Warburg. Una biografía intelectual, Madrid, Alianza, 1992.
- Carlo Ginzburg, «De Aby Warburg a Ernst Gombrich» (1966), en Mitos, emblemas, indicios, Barcelona, Gedisa, 1994.
- Georges Didi-Huberman, La imagen superviviente, Abada, 2009, ISBN 978-84-96775-58-9 (or. 2002).
- Salvatore Settis, Warburg continuatus. Descripción de una biblioteca, Museo Nacional Centro de Arte Reina Sofía, 2010.
- Adriana Valdés. De ángeles y ninfas. Conjeturas sobre la imagen en Warburg y Benjamin. Santiago: Orjikh editores, 2012. ISBN 978-956-9058-05-9.
- Philippe-Alain Michaud, Aby Warburg y la imagen en movimiento, Libros UNA, 2017, ISBN 978-987-46335-0-7.